# Blasius von Schemua
Blasius von Schemua (en esloveno: Blaž Žemva; Klagenfurt, 2 de enero de 1856 - Klagenfurt, 21 de noviembre de 1920) fue un general austrohúngaro de ascendencias eslovena.

## Biografía
Blasius von Schemua nació en la familia de Blaž Žemva, un oficial del ejército. Se graduó en la Academia Militar Teresiana en Wiener Neustadt en 1874 y en la Escuela Secundaria Militar en Viena en 1884, donde también fue conferenciante entre 1893 y 1897. En 1910, fue responsable de la movilización nacional en el Ministerio de Guerra. Entre 1911 y 1912 fue Jefe del Estado Mayor austrohúngaro. Como general de ascendencia eslovena, alcanzó la más alta posición en la jerarquía del Ejército austrohúngaro. Al comienzo de las guerras balcánicas de 1912-13 fue elegido comandante del 16.º Cuerpo en Dubrovnik y promovido a Teniente mariscal de campo, y en 1913 fue promovido a General de Infantería. Al inicio de la I Guerra Mundial en 1914, durante la batalla de Galitzia, comandó el 2.º Cuerpo y fracasó en distinguirse en la batalla de Komarów; fue remplazado por Johann von Kirchbach auf Lauterbach. Entonces fue seleccionado como comandante para la defensa del Danubio entre Krems y Presburgo. En 1915 se retiró a petición propia.